# Ł
O Ł (minúscula: ł) é uma letra (L latino, adicionado de um ponto) utilizada no alfabeto polaco.
Na Língua Polaca (ou polonesa em português brasileiro) representa aproximadamente o som /w/ do alfabeto fonético internacional. Esse mesmo som ocorre em português na semivogal u, e no português brasileiro, na pronúncia do l em final de sílaba. EX: saudade, e anel (no Brasil). A maneira mais correcta de pronunciar esta letra é a seguinte: tocamos com o lábio inferior na parte da frente dos dentes, como se fôssemos dizer a letra v, mas sem pronunciar o som; depois diz-se um U curto ou W. Em Portugal algumas crianças que têm problemas em pronunciar a letra L usam o som da letra Ł em polaco. 
Encontra-se em várias palavras em polonês/polaco e em qualquer posição nas palavras. Ex: miłość (amor), zabiła (Ela matou).
Outro exemplo de palavra em que o Ł é usado, é a palavra Łesterbicht que em português é o mesmo de Inicial. 